# تمرد تيلانغانا
كان تمرد تيلانغانا بين عامي 1946-1951 انتفاضة للفلاحين بقيادة الشيوعيين ضد دولة حيدر آباد الأميرية في منطقة تيلانغانا، والتي تصاعدت بسبب الاضطرابات بين عامي 1944-1946.
كانت حيدر آباد نظامًا ملكيًا إقطاعيًا تركزت معظم أراضيه في أيدي الأرستقراطيين المالكين للأراضي المعروفين باسم دوراس في تيلانغانا. كان الاستغلال الإقطاعي في المنطقة أكثر شدة مقارنة بغيره. سيطر الدوراس بشكل كامل على الفلاحين وكان بإمكانهم إخضاعهم للعبودية الزراعية. ساءت الظروف خلال القرن العشرين بسبب الكساد الكبير والانتقال نحو المحاصيل النقدية. بدأ الفلاحون بالاتجاه نحو الشيوعية في أربعينيات القرن الماضي، ونظموا أنفسهم من خلال منظمة أندرا ماهاسبا وبدأوا حركة حقوقية. تصاعدت الحركة إلى تمرد بعد أن حاول كل من الإدارة والدوراس قمعها بسبب أزمة الغذاء التي عصفت بالمنطقة بعد انتهاء الحرب العالمية الثانية.
بدأت الثورة في 4 يوليو 1946، عندما قُتل زعيم فلاحي محلي في قرية كادافندي في ورنجل، على يد عملاء من دورا. تطور التمرد بدءًا من منطقتي نلغوندا وورنل إلى ثورة عبر تيلانغانا ردًا على قمع نظام مير عثمان علي خان المستمر وقاسم رضوي لاحقًا. لم تتمكن قوات ولاية حيدر آباد والشرطة، جنبًا إلى جنب مع ميليشيا رضاكار، من قمعها وهُزِمت، بينما شنت قوات المتمردين هجوم عصابات ناجح.
أنشأ المتمردون نظامًا موازيًا للحكومة يتألف من غرام راجيمز (كوميونات القرى) التي تسببت في ثورة اجتماعية قللت فيها التفرقة الطبقية والجندرية، وزادت مشاركة النساء في القوى العاملة، بما في ذلك في الفرق المسلحة، وتحسنت ظروف الفلاحين بشكل ملحوظ مع إعادة توزيع الأراضي. غطى التمرد في ذروته كل تيلانغانا تقريبًا في عام 1948، وكان لديه ما لا يقل عن 4000 قرية دارتها الكوميونات بشكل مباشر. دعم الفصيل اليساري التمرد في مؤتمر ولاية حيدر آباد، وانضم العديد منهم لاحقًا إلى الحزب الاشتراكي الهندي عندما شكلته كتلة المؤتمر الاشتراكي.
انتهى التمرد عندما شنت الإدارة العسكرية التي شكلتها حكومة جواهر لال نهرو هجومًا بشكل غير متوقع على الكوميونات بعد ضم حيدر آباد مباشرة؛ وذلك للوفاء بالتأكيدات التي قدمها في. بي. مينون للسفارة الأمريكية بأن الشيوعيين سيُقضى عليهم، مما أدى في نهاية المطاف إلى دعوة المتمردين لإلقاء السلاح الصادر عن الحزب الشيوعي الهندي في 25 أكتوبر عام 1951.

## التمرد

### تحالف الكونغرس الشيوعي واليساري
أعلنت الإدارة البريطانية في فبراير عام 1947 نقل السلطة إلى القيادة الهندية؛ ومنحت الولايات الأميرية الاختيار بين الانضمام إلى الهند أو باكستان أو الاستقلال. أراد نظام حيدر آباد والأرستقراطون المسلمون ومجلس الاتحاد المسلمين أن تصبح حيدر آباد دولة مستقلة؛ ولكن الغالبية العظمى من الناس أرادوا أن تندمج الدولة مع الهند أملًا بالحريات السياسية والمشاركة في الحكم الذاتي. أضاف الحزب الشيوعي الاندماج مع الهند في قائمة مطالبه، وانحاز إلى المؤتمر الوطني الهندي الذي بدأ بالضغط على نظام الملك للانضمام. استُعيدت لجنة العمل في كونغرس الولاية في مارس عام 1947، وأعيد انتخاب سوامي راماناندا تيرثا بهامش واسع من 751 إلى 498 صوتًا ضد بي. جي. راو، مما مكنه من إقصاء المحافظين نهائيًا. أشاد بالشيوعيين على تمردهم، واقترح دمج سياسة أكثر ثورية لكونغرس الولاية.
ذهب الكونغرس إلى ساتياغراها سعيًا لدمج حيدر آباد مع الهند، وأطلق كونغرس الولاية في عهد تيرثا حملة عصيان مدني. انضم الشيوعيون إلى عمال الكونغرس في تحريضهم على الرغم من تحفظاتهم على فعالية أساليب غاندي. نفذ الشيوعيون معظم تحريض الكونغرس في تيلانغانا، خاصة في المناطق الريفية، بسبب الضعف التنظيمي للكونغرس، ولم تتمكن الشرطة من التفريق بين الاثنين وافترضت أنهم دخلوا في عصبة. عقد الشيوعيون وأعضاء الكونغرس اجتماعات ومظاهرات مشتركة وفرت فوائد مادية للمتمردين في الريف في المناطق الحضرية. تمثل التفاهم العام بين الشيوعيين بأن «أعضاء الكونغرس اليمينيين» كانوا مدعومين من قبل الدوراس، وعارضوا أي شكل من أشكال التحالف معهم، بينما أراد «أعضاء الكونغرس اليساريين» التوحيد مع الحزب الشيوعي، ولكنهم كانوا مترددين وخجولين للغاية للمضي قدمًا في ذلك.
بدأ الشيوعيون في الانفصال عن ساتياغراها نتيجة لإدماج الغاندية في التحريضات، وأصبحت إحدى نقاط السخط الرئيسية هي القطع الرمزي لأشجار النخيل بسبب حظر الغاندية لشرب المشروب المستخلص منها. تكمن الرمزية في أن مزارع النخيل كانت أيضًا مصدرًا رئيسيًا لإيرادات الدولة، ولكن الصيادين الذين تعرضوا للنبذ كانوا قسمًا مهمًا من النشطاء الشيوعيين وقاعدة دعم، واعتمدوا على الأشياء البسيطة في معيشتهم.
استمر حدوث قدر معين من التنسيق، خاصة بسبب زيادة القمع البوليسي، وتخلل الاحتجاجات حالات من المواجهات العنيفة. وقع حادث كبير في منطقة ورنجل حيث اقتحم حشد مكون من 2000 مسلح بالخيزرانات والمشابك مركزًا للشرطة، وأطلقوا سراح اثنين من أعضاء الكونغرس كانا يتعرضان للتعذيب، مما أسفر عن مقتل مفتش وإصابة العديد من رجال الشرطة. حدث هذا الاقتحام أيضًا داخل مدينة حيدر آباد، إذ أحرقت مجموعة من المحرضين مساكن وزير الشرطة البريطاني ورئيس المجلس التنفيذي لحيدر آباد. انطلق الشيوعيون في نالغوندا، مركز التمرد، بجولة في أنحاء المنطقة، وأطلقوا سراح وإعادة توزيع الحبوب المخزنة في الأسواق والمخازن، وأحرقوا نقاط التفتيش على الحدود وسجلات المسؤولين ومقرضي المال في القرى، بينما رفعوا الأعلام الهندية في تلك المواقع.

### صعود قاسم رضوي
كان الاتحاد ينشر دعاية طائفية في هذه الأثناء، ويحاول الترويج للتعصب بين المسلمين، وذلك إلى جانب محاولة حركة آريا سماج والمهاسبا الهندوس فعل الشيء نفسه مع الهندوس ردًا على ذلك. أدى هذا الوضع إلى انتشار الخوف والشك، مؤديًا ذلك إلى عدم الاستقرار السياسي والتدهور المفاجئ للقانون والنظام في جميع أنحاء الدولة. اعتبر النظام، الذي عزل نفسه عن عامة الناس وسياساتهم لسنوات، نفسه محاطًا بمجموعة هندوسية معادية، وبدأ في الاعتماد بشكل متزايد على الاتحاد للحصول على الدعم. انتقلت قيادة الاتحاد إلى قاسم رضوي بعد ذلك، وهو محام صغير من شمال الهند كان قد دعم الحركة الباكستانية وأراد أن تصبح حيدر آباد ملجأ للمسلمين في الجنوب. تمكن الاتحاد بقيادة رضوي من السيطرة على حكومة النظام بشكل تدريجي، وكان يدير عملها اليومي. شكّل رضوي جناحًا شبه عسكري للاتحاد أطلق عليه اسم الرضاكار، وانتُدِب مع الشرطة وزاد عددهم إلى 150 ألف رجل، وضاعفوا قوة الشرطة نفسها، مما ساهم بشكل كبير في الفوضى العامة والانهيار الكامل للسلطة المدنية عندما شرعوا في حملة من القمع السياسي.
وصلت التوترات بين الهندوس والمسلمين والعنف الطائفي في حيدر آباد إلى أعلى مستوياتها عند استقلال الهند. نما عدد أفراد عائلة رضاكار إلى 200 ألف رجل بحلول نهاية أغسطس بتجنيد لاجئين مسلمين من الهند وصلوا إلى حيدر آباد بدعوة من الاتحاد. بلغت تحركات الكونغرس ذروتها أيضًا مع الإغلاق الكامل للدولة مصحوبًا برفع العلم والاجتماعات والمواكب والاحتجاجات في 7 و15 أغسطس. قُبِض على تيرثا في منتصف أغسطس، واستمر القمع العنيف للمحرّضين في التصاعد خلال الفترة التالية. نظم يساريو الكونغرس في حيدر آباد تحت قيادتهم الجديدة أنفسهم من خلال لجنة العمل؛ والتي أقامت معسكرات خارج الولاية وبدأت في شن غارات مسلحة على حيدر آباد. سمحت وزارة الداخلية الهندية بالمعسكرات، والتي كانت حينها تحت قيادة ساردار فالاباي باتل، ووافق عليها المهاتما غاندي على مضض. عارض المحافظون الغارات المسلحة تماما واستبعدوا من اللجنة. انشق الاشتراكيون في المؤتمر عن الحزب بقيادة جايابراكاش نارايان في العام التالي لتشكيل الحزب الاشتراكي الهندي، آخذين معهم الكثير من اليساريين في مؤتمر ولاية حيدر آباد.